# Plectranthus oertendahlii
Plectranthus oertendahlii là một loài thực vật có hoa trong họ Hoa môi. Loài này được T.C.E.Fr. miêu tả khoa học đầu tiên năm 1924.

## Hình ảnh

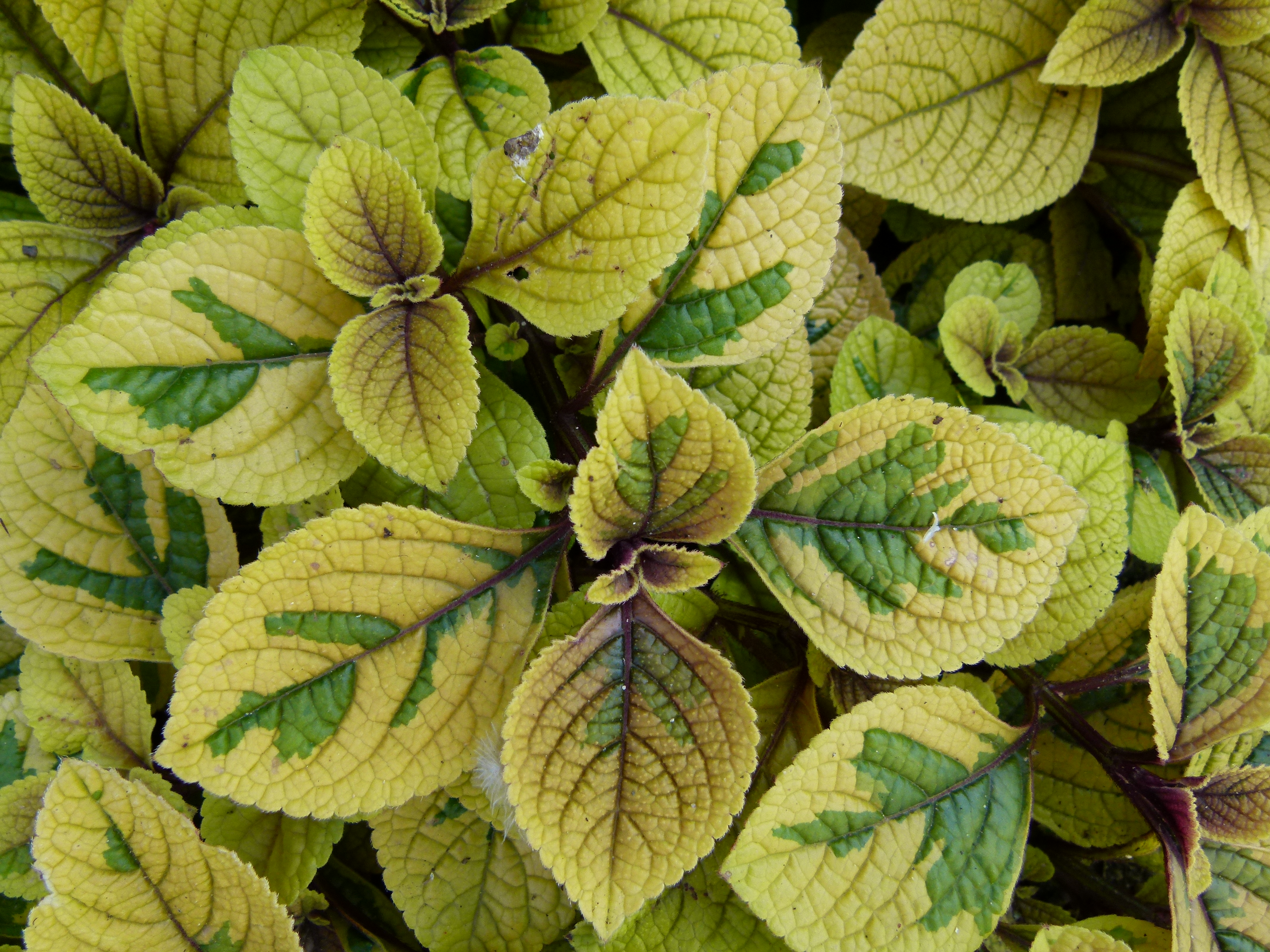
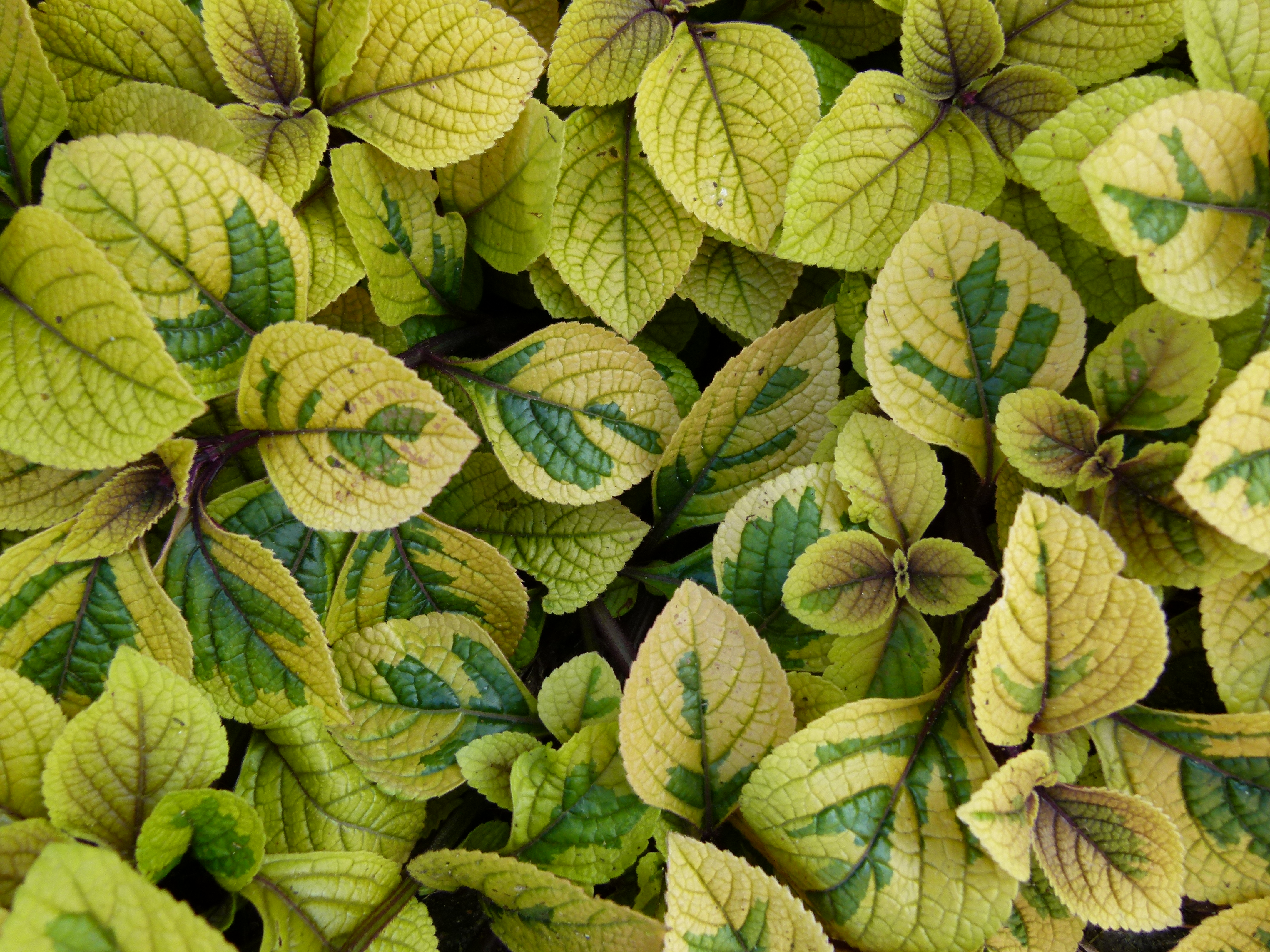